# Sojuz 20
Sojuz 20 (ryska: Союз-20) var en obemannad flygning i det sovjetiska rymdprogrammet. Farkosten sköts upp från Kosmodromen i Bajkonur med en Sojuz-raket, den 17 november 1975. Under större delen av flygningen var den dockad med rymdstationen Saljut 4. Farkosten återinträdde i jordens atmosfär och landade i Sovjetunionen den 16 februari 1976.